# Ciclismo en los Juegos Europeos
El ciclismo en los Juegos Europeos se realiza desde la primera edición. El evento es organizado por los Comités Olímpicos Europeos, junto con la Unión Europea de Ciclismo (UEC). 
En las dos primeras ediciones se incluyeron competiciones en diferentes modalidades de este deporte. En Bakú 2015 se celebraron pruebas de ciclismo en ruta, de montaña y BMX, y en la segunda edición se compite en ruta y en pista.

## Ediciones
| Núm. | Año  | Sede                 | Instalación                              |
| ---- | ---- | -------------------- | ---------------------------------------- |
| I    | 2015 | Bakú ( Azerbaiyán)   | Velopark (CM y BMX) Circuito urbano (CR) |
| II   | 2019 | Minsk ( Bielorrusia) | Minsk Arena (CP) Circuito urbano (CR)    |
| III  | 2023 | Cracovia ( Polonia)  | Krynica-Zdrój (CM) Krzeszowice (BMX)     |

## Medallero
- Actualizado a Cracovia 2023.

| Núm. | País            | Oro | Plata | Bronce | Total |
| ---- | --------------- | --- | ----- | ------ | ----- |
| 1    | Países Bajos    | 9   | 9     | 3      | 21    |
| 2    | Rusia           | 5   | 1     | 7      | 13    |
| 3    | Suiza           | 4   | 4     | 5      | 13    |
| 4    | Bielorrusia     | 4   | 0     | 3      | 7     |
| 5    | Italia          | 2   | 5     | 3      | 10    |
| 6    | Reino Unido     | 2   | 1     | 3      | 6     |
| 7    | República Checa | 2   | 0     | 4      | 6     |
| 8    | Grecia          | 2   | 0     | 0      | 2     |
| 9    | Francia         | 1   | 5     | 1      | 7     |
| 10   | Ucrania         | 1   | 3     | 0      | 4     |
| 11   | Lituania        | 1   | 1     | 0      | 2     |
| 12   | España          | 1   | 0     | 1      | 2     |
| 13   | Dinamarca       | 1   | 0     | 0      | 1     |
| 13   | Rumania         | 1   | 0     | 0      | 1     |
| 15   | Polonia         | 0   | 2     | 4      | 6     |
| 16   | Austria         | 0   | 2     | 2      | 4     |
| 17   | Alemania        | 0   | 1     | 0      | 1     |
| 17   | Estonia         | 0   | 1     | 0      | 1     |
| 17   | Portugal        | 0   | 1     | 0      | 1     |
|      | TOTAL           | 36  | 36    | 36     | 108   |